# Faith Domergue
Faith Domergue (16 de junio de 1924 - 4 de abril de 1999) fue una actriz cinematográfica y televisiva de nacionalidad estadounidense.

## Primeros años y carrera
Nacida en Nueva Orleans, Luisiana, Domergue fue adoptada por Adabelle Wemet cuando tenía seis semanas de edad. Tenía Domergue 18 meses, en 1926, cuando Wemet se casó con Leo Domergue. La familia se mudó a California en 1928, allí Domergue estudió en la Beverly Hills Catholic School y en la Monica's Convent School. Estando todavía en la high school fue contratada por Warner Bros., debutando en la gran pantalla con el film Blues in the Night (1941).
Tras graduarse en 1942, Domergue siguió intentando hacerse una carrera como actriz; sin embargo, debido a las lesiones sufridas en un grave accidente de circulación, sus planes quedaron en suspenso. Mientras se recuperaba, acudió a una fiesta a bordo del yate de Howard Hughes. Hughes le compró su contrato con Warner y le dio uno nuevo con RKO Pictures para rodar tres filmes. Tras un estreno sin éxito y largamente demorado de la película Vendetta (1950), Domergue dejó a Hughes. Más adelante trabajó de manera independiente en diferentes producciones, entre ellas la cinta de cine negro Where Danger Lives (con Robert Mitchum), el western Santa Fe Passage y tres filmes de ciencia ficción y monstruos de 1955, It Came from Beneath the Sea, This Island Earth y Cult of the Cobra.
Más adelante Domergue rodó películas en el Reino Unido e Italia y una última incursión en la ciencia ficción con el film Voyage to a Prehistoric Planet (1965). A finales de la década de 1950 y en la de 1960 trabajó en numerosos shows televisivos, entre ellos Have Gun – Will Travel, Bonanza, Perry Mason, y The Rifleman. 
A finales de los años 60 Domergue había perdido el interés por la interpretación y sus últimas actuaciones tuvieron lugar principalmente en cintas de horror de serie B. Empezó a viajar a Roma en 1952, vivió allí largos períodos de tiempo, mudándose de modo permanente en 1968, permaneciendo como expatriada en Roma, Ginebra (Suiza), y Marbella (España), hasta el fallecimiento de su marido, el romano Paolo Cossa, en 1992. Posteriormente se mudó a Santa Bárbara (California), donde vivió hasta el momento de su muerte.

## Vida personal
En 1941 Domergue empezó una relación con Howard Hughes pero, tras descubrir que Hughes era también visto con Ava Gardner, Rita Hayworth, y Lana Turner, la pareja rompió en 1943. Ella escribió más adelante un libro sobre su relación con Hughes, y que fue titulado My Life with Howard Hughes (1972).
En 1946 Domergue se casó con el líder de banda Teddy Stauffer. El matrimonio duró seis meses, separándose la pareja en 1947. Ese mismo año se casó con el director cinematográfico Hugo Fregonese, con quien tuvo dos hijos, Diana Maria y John Anthony. Se divorciaron en 1958. En 1966 se casó con Paolo Cossa, permaneciendo la pareja unida hasta 1992.
Domergue pasó sus últimos años jubilada en Palo Alto, California. Falleció el 4 de abril de 1999 en Santa Bárbara (California), a causa de un cáncer. Tenía 74 años de edad. Sus restos fueron incinerados, y las cenizas entregadas a los allegados. 

## Filmografía
| Año  | Título                           | Papel                  | Observaciones                                   |
| ---- | -------------------------------- | ---------------------- | ----------------------------------------------- |
| 1941 | Blues in the Night               | Jitterbug              | No acreditada                                   |
| 1946 | Young Widow                      | Gerry Taylor           | Otro título: The Naughty Widow                  |
| 1949 | Apenas un delincuente            |                        |                                                 |
| 1950 | Where Danger Lives               | Margo Lannington       |                                                 |
| 1950 | Vendetta                         | Colomba della Rabia    |                                                 |
| 1952 | The Duel at Silver Creek         | Opal Lacy              | Otro título: Claim Jumpers                      |
| 1953 | The Great Sioux Uprising         | Joan Britton           |                                                 |
| 1954 | This Is My Love                  | Evelyn Myer            |                                                 |
| 1955 | Santa Fe Passage                 | Aurelie St. Clair      |                                                 |
| 1955 | Cult of the Cobra                | Lisa Moya              |                                                 |
| 1955 | This Island Earth                | Dra. Ruth Adams        |                                                 |
| 1955 | It Came from Beneath the Sea     | Profesora Lesley Joyce | Otro título: Monster from Beneath the Sea       |
| 1956 | Timeslip                         | Jill Rabowski          | Otro título: The Atomic Man                     |
| 1956 | Soho Incident                    | Bella Francesi         | Otro título: Spin a Dark Web                    |
| 1957 | The Sky Burns                    | Anna                   | Otro título: Il Cielo brucia                    |
| 1957 | Man in the Shadow                | Barbara Peters         | Otro título: Violent Stranger                   |
| 1958 | Escort West                      | Martha Drury           |                                                 |
| 1963 | California                       | Carlotta Torres        |                                                 |
| 1965 | Voyage to the Prehistoric Planet |                        |                                                 |
| 1967 | Track of Thunder                 | Mrs. Goodwin           |                                                 |
| 1969 | Besieged                         | Madre de Lorenzo       | Otro título: L'Amore breve                      |
| 1969 | One on Top of the Other          | Martha                 | Otros títulos: Una sull'altra, Perversion Story |
| 1970 | The Gamblers                     | Signora Del Isolla     |                                                 |
| 1971 | Blood Legacy                     | Veronica Dean          | Otro título: Legacy of Blood                    |
| 1971 | The Man with Icy Eyes            | Mrs. Valdes            | Otro título: L'Uomo dagli occhi di ghiaccio     |
| 1974 | So Evil, My Sister               | Millie                 | Otros títulos: Psycho Sisters The Siblings      |
| 1974 | The House of Seven Corpses       | Gayle Dorian           |                                                 |

| Año(s)    | Título                           | Papel                                 | Observaciones |
| --------- | -------------------------------- | ------------------------------------- | ------------- |
| 1953      | The Revlon Mirror Theater        | Laurie Rogers                         | 1 episodio    |
| 1953–1954 | Lux Video Theatre                |                                       | 2 episodios   |
| 1954      | Fireside Theater                 | - Mariana - Jenny                     | 2 episodios   |
| 1954      | Ford Theatre                     |                                       | 1 episodio    |
| 1954–1958 | Schlitz Playhouse of Stars       | - Marcella - Mrs. Vialez              | 2 episodios   |
| 1955      | Celebrity Playhouse              |                                       | 1 episodio    |
| 1956      | The Count of Monte Cristo        | Renee Morrell                         | 1 episodio    |
| 1957      | Overseas Press Club - Exclusive! | Helen Zotos                           | 1 episodio    |
| 1959      | Sugarfoot                        | Isabel Starkey                        | 1 episodi     |
| 1959      | State Trooper                    | - Elaine Kendall - Janice Kendall     | 2 episodios   |
| 1959      | Bourbon Street Beat              | Susan Wood                            | 1 episodio    |
| 1959      | Cheyenne                         | Maria                                 | 1 episodio    |
| 1959–1961 | Intriga en Hawái                 | - Onori - Rosa Martell                | 2 episodios   |
| 1960      | Colt .45                         | Suzanne Tremaine                      | 1 episodio    |
| 1960      | Bronco                           | Catalina                              | 1 episodio    |
| 1960      | Michael Shayne                   | Kara                                  | 1 episodio    |
| 1961      | 77 Sunset Strip                  | Gretchen Jervis                       | 1 episodio    |
| 1961      | The Tall Man                     | Kate Elder                            | 1 episodio    |
| 1961      | Lock-Up                          | Marianne                              | 1 episodio    |
| 1961–1963 | Perry Mason                      | - Conception O'Higgins - Cleo Grammas | 2 episodios   |
| 1961–1964 | Bonanza                          | - Lee Bolden - Carla Ibara            | 2 episodios   |
| 1962–1963 | Have Gun – Will Travel           | - Ria - Elena Ybarra                  | 2 episodios   |
| 1966      | Combat!                          | Madame Fouchet                        | 1 episodio    |
| 1968      | Garrison's Gorillas              | Carla                                 | 1 episodio    |